# 홍서범
홍서범(洪瑞範, 1958년 12월 7일~)은 1980년 록 밴드 《옥슨 80》의 보컬리스트 겸 기타리스트로 데뷔를 한, 대한민국의 록 가수 겸 싱어송라이터인데, 서울특별시의 중구의 신당동에서 출생한 그의 현재 거주지는 경기도 고양시 일산동구 식사동이다.
홍서범은 1958년 12월 7일(음력 10월 23일)에, 대한민국의 수도 서울의 중구의 신당동에서, 지난 1947년 1월 15일 삼팔선 이북 지역을 떠난 후 월남한 실향민 집안의 슬하 3남 5녀(배다른 8남매) 중 3남(막내아들)이자 일곱째로 태어났다. 그의 별세한 아버지(홍성두)는, 생전에 20세 시절이던 1946년 12월 14일 당시, 소비에트 소련 군정 치하 말기 북괴 시대 평안남도 성천군 고향을 떠나 삼팔선 남쪽으로 넘고 넘어온지 어느덧 한달 지난 1947년 1월 15일 당시 미군정 조선의 경기도의 고양군 은평면으로 월남한 실향민 출신인데, 1955년 2월 13일 당시 대한민국의 수도 서울의 중구의 신당동에서 첫 부인 되는 초배 배우자를 병으로 인하여 상배한지도 어언 6개월 지난 훗날 1955년 8월 10일, 계배 부인과 재혼 등을 이름에 성공하였다.
참고로 홍서범의 별세한 어머니(전복점)는, 1951년 1월 4일 한국 전쟁의 과정의 1·4 후퇴 당시 조선민주주의인민공화국의 령토 황해도 서흥군 고향을 떠나 피난하여, 1951년 2월 13일, 대한민국의 서울특별시 마포구 아현동으로 이주한 실향민 출신으로, 북토를 떠나 월남한지도 어느덧 2년이 지난 1953년 7월 27일 전쟁이 끝난지도 두해가 지난후(1955년 8월 10일)에, 첫 상배를 한 아버지(홍성두)의 계배 부인으로 결혼 후 서울 중구 내수동으로 이주하였으며, 아버지와 사이에서는 둘째 형(동복 형 홍서학)과, 본인(홍성두 셋째아들 홍서범)과 막내 누이동생 등을 비롯한 2남 1녀(3남매)를 얻었다. 그렇게 아버지 홍성두와 계배 부인 어머니 전복점 사이에서 3남 5녀(8남매) 중 3남(막내아들)이자 일곱째로 출생한 그는, 초등학교 2학년 여름 방학 때(1966년 7월)에 우연찮게도 TBC(동양방송)로 방영이 된 TV로 국내 원조 그룹 사운드 1세대 록 밴드 서너 팀 등의 여름 특집 공연을 보면서 나름의 환상을 처음으로 느꼈으며, 초등학교 4학년 겨울 방학 당시(1968년 12월)에는 같은 동네 친구 주병진·임백천 등과 함께 서울의 종로구의 창경궁의 창경원 빙상장에 놀러 갔다가, 훗날의 음악적인 동료 고상록 등을 우연히 처음으로 만나면서 본의 아니게도 록 음악에 비로소 매력을 느끼기 시작했고, 11년이 지난 훗날 건국대학교 농과대학 농축산학과 3학년 재학 중이었던 1979년 8월, 대학 3학년 2학기 때 팀 《'옥슨 79'》를 창설하면서 멤버로 활동했다.
그리고 그는 건국대학교 농과대학 농축산학과 4학년 재학 중 1980년에는 대학 캠퍼스 밴드 《'옥슨 80'》의 멤버로 같은 해 TBC '젊은이의 가요제'에 출전하여 《불놀이야》라는 자작곡으로 금상을 수상하며 데뷔하였다. 그는 그렇게 《'옥슨80'》의 멤버로 활동하다가 1985년 2월 28일, 밴드 해체 및 그룹 해산을 선언하고, 이후 6개월 동안은 솔로 가수 데뷔를 꾀하기 위한 싱글 EP 음반의 6곡의 자작 수록곡들을 모두 녹음까지 마치고, 1985년 8월부터 1988년 1월까지 늦깎이 군대 복무를 했으며, 한5개월째 군대 복무 중이었던 1986년 1월에 당시 소속사에서 일방적으로 발표시킨 첫 개인 솔로 싱글 EP 음반 수록곡 6곡 가운데 1곡인, 자작의 팝 발라드 곡 《당신은 왜》라는 타이틀 곡 노래 작품이 발표되면서 당시 군대 복무 중이던 홍서범에 관련된 향수 어린 히트를 기록하기도 하였다. 홍서범은 1988년 1월에 군대 복무를 마친 후 이듬해 1989년 6월, 32세에 《나는 당신께 사랑을 원하지 않았어요》라는 자작 록 발라드 곡을 발표하면서 본격적인 솔로 가수가 되었다. 그는 솔로 가수로 본격적인 정식 데뷔한 뒤에는 1989년 《김삿갓》, 1991년 《사랑은 시한폭탄》, 1994년 《구인광고》 등의 자작곡 등이 줄줄이 연이어 히트를 치기도 하여, 어느덧 남자 솔로 싱어송라이터로서의 확고한 자리매김도 했다. 이외에도 라디오 프로그램과 TV 방송에도 출연, 1994년에는 KBS 한국방송공사 라디오 프로그램 《홍서범의 뮤직쇼》의 DJ를 진행하였으며, 갈수록 씬 스틸러 성향의 감초 조연급 캐릭터링이 두드러지면서, 같은 해(1994년)에 영화 《커피 카피 코피》의 조연(영화배우)으로 스크린(은막)에도 데뷔하였다. 그리고 2003년에는 라디오 DJ를 복귀하면서 SBS 라디오 프로그램 '홍방불패'의 DJ로 활동하였다. 그 후 2005년부터 2006년까지는 라디오 DJ로 복귀하면서 wbs 라디오 홍서범의 wbs 가요 TOP 10 DJ와 2006년부터 2007년까지는 wbs 라디오 홍서범의 노래 하나 추억 둘 DJ를 진행하였다. 2006년에 성균관대학교 대학원에서 예술학 석사 학위를 취득하였다. 그는 다재다능한 예능 감각으로 인하여 이른바 "종합예술인"이라고 불렸다. 그리고 배우 강남길과는 같은 중학교 출신이다.
2013년 2월부터 같은 해 8월까지는 충북보과대 모던생활실용음악학과 겸임교수 등을 잠시 지냈다.

## 학력
- 1971년 서울덕수국교 졸업[8]
- 1974년 서울양정중학교 졸업[9]
- 1977년 충암고등학교 졸업[10]
- 1984년 건국대학교 농과대학 농축산학과 학사[11]
- 1991년 건국대학교 대학원 농공학과 공학 석사[12]
- 2006년 성균관대학교 대학원 영상학과 예술학 석사[13]

## 경력
- 1980년 - 그룹 《'옥슨80'》의 멤버
- 1985년 - 그룹 《'옥슨80'》 해체
- 1994년 - KBS 라디오 홍서범의 뮤직쇼 DJ
- 1998년 - KBS 라디오 홍서범의 뮤직쇼 DJ(두번째로 같은 라디오 프로그램 진행자로 낙점)
- 2001년 - 오즈텍 공동 대표이사
- 2001년 - KBS 행복채널 MC
- 2003년 - SBS 라디오 홍방불패 DJ
- 2005년 - wbs 라디오 홍서범의 wbs 가요 TOP 10 DJ
- 2006년 - wbs 라디오 홍서범의 노래 하나 추억 둘 DJ
- 2013년 3월 - 암예방 홍보대사로 위촉(부인 조갑경과 공동)

## 주요 수상 경력
- 1980년 - 《TBC 젊은이의 가요제》 옥슨80 금상 ... 수상곡 《불놀이야》

## 수상 후보 낙선
- 1989년 - 《KBS 가요대상》 올해의 가수상 입후보 및 낙선 ... 후보곡 《나는 당신께 사랑을 원하지 않았어요》
- 1994년 - 《KBS 가요대상》 올해의 가수상 입후보 및 낙선 ... 후보곡 《구인광고》

## 앨범
캠퍼스 밴드 그룹 활동은 《옥슨 80》 문서 참조.

### EP
- 홍서범 스페셜 싱글 EP 음반 《무슨 일이 있나요》 (무슨 일이 있나요, 당신은 왜, 가난한 연인들의 기도)(1986.01.13.월.)

### 정규
- 홍서범 1집 (나는 당신께 사랑을 원하지 않았어요, 김삿갓, 이별을 위한 랩소디)(1989.06.30.금.)
- 홍서범 2집 (아무도 나를 위해)(1991.07.18.목.)
- 홍서범 3집 NEW (구인광고)(1994.03.16.수.)
- 홍서범 4집 (앗! 나의 실수)(1998.08.21.목.)
- 홍서범 5집 RETURN TO ROCK (그래, 영희야 놀자, 그대 떠난 이밤에)(2008.10.13.월.)

### 컴필레이션
- 홍서범 골든 80~92 (불놀이야, 당신은 왜)(1992.01.23.목.)

## 듀엣
- 조갑경 2집(내사랑 투유)(1990.11.30.금.)

## 방송
- 1990년 1월 25일 KBS2 《퀴즈탐험 신비의 세계》
- 1994년 7월 10일 SBS 《전격 테크노 퀴즈》
- 2008년 MBC 《2008 팔도모창가수왕》
- 2008년 tvN 《발칙한 상상 아내가 결혼했다》
- 2009년 QTV 《조갑경의 돈돈돈》
- 2009년 KBS2 《출발 드림팀 시즌2》
- 2010년 OBS 《토크락 횡금 마이크》
- 2010년 MBC 《아이돌스타 트로트 청백전》
- 2011년 MBC 《추억이 빛나는 밤에》
- 2012년 KBS2 《올스타 올림픽》
- 2013년 JTBC 《유자식 상팔자》
- 2014년 채널A 《이제 만나러 갑니다》
- 2015년 채널A 《아내가 뿔났다-남편밥상》
- 2016년 SBS 《동상이몽, 괜찮아 괜찮아》
- 2016년 KBS2 《우리동네 예체능》
- 2016년 KBS2 《불후의 명곡 - 전설을 노래하다 (255회)
- 2018년 E채널 《내 딸의 남자들 : 아빠가 보고 있다》
- 2019년~현재 《얼마예요?》
- 2020년 MBC 《미스터리 음악쇼 복면가왕》
- 2021년 MBC《생방송 행복드림 로또 6/45》- 게스트 (992회)
- 2022년 tvN 《우리들의 차차차》
- 2023년 SBS 《신발벗고 돌싱포맨》

## 영화
- 1994년 《커피 카피 코피》
- 2002년 《긴급조치 19호》

## CF
- 롯데칠성음료 홍대추 (홍록기, 홍진경과 함께 출연)
- LG유플러스 국제전화 002 (전원주와 함께 출연)
- 롯데제과 포동포동
- 농심 조청유과
- 국제약품 고프레
- 비락 마파밥짜장밥
- LG생활건강 랑데뷰알파샴푸
- 한국가스안전공사
- 동성제약 세븐에이트 (조갑경과 함께 출연)
- 태화 고무장갑
- 두크펌프 (조갑경과 함께 출연)

## 일화
- 그의 아들인 홍석준도 건국대학교에 진학하여 아버지 홍서범과 동문이 되었다. 그리고 2016년 시즌 때부터 《부천 FC 1995》에 입단해 《R리그》부터 뛰게 되었으며, 백넘버(등번호)는 42번을 배정받았다.
- 〈나 어떡해〉는 사회적으로 암울했던 시대, 대학 가요제 대상을 수상했던 곡이었다고 한다.[14] 그리함으로 인한 이유로써, 홍서범은 "당시 부모님들은 공부를 안 하고 기타치고 노래하면, 그토록 맨날 혼을 내서, 대학생들이 차라리 몰래 노래하던 시절이었다. 그런데 결국, 서울대학교 농과대학 학생들이 가요제 대상을 수상한 거였다. 그래서 입이 떠억 벌어질 정도의 원색적으로 소스라치게 놀란 부모님들이 노래를 부르라 허락했다."고 하였다.
- 1985년 2월 28일, 《옥슨 80 3집(Oxen 80 - Vol.3)》을 발표할 채비를 할 당시, 전반적인 대학교의 교내 음악 활동 탄압 등과 관련된 상당히 어수선한 상황에서 발표하지 못하고, 결국 그룹은 해체되었다.

## 가족 관계
- 아버지 : 홍성두 (1927년 ~ 2012년 10월 11일) 평안남도 성천군 출생
- 어머니 : 전복점 (1935년 ~ 2024년 5월 6일) 황해도 서흥군 출생
- 배우자 : 조갑경 (1967년 8월 12일 ~ )
  - 장남 : 홍석준 (1994년 12월 15일 ~ )
    - 며느리 : 이름 미상 (1996년 ~ )

  - 장녀 : 홍석희 (1997년 4월 6일 ~ )
  - 차녀 : 홍석주 (2001년 7월 20일 ~ )